# Balizia
Balizia, rod drveća iz porodice Fabaceae, smješten u tribus Ingeae, dio potporodice Caesalpinioideae. Tri priznate vrste rastu na području tropske Amerike

## Vrste
1. Balizia elegans (Ducke) Barneby & J.W.Grimes
2. Balizia leucocalyx (Britton & Rose) Barneby & J.W.Grimes
3. Balizia pedicellaris (DC.) Barneby & J.W.Grimes